# 駅名標

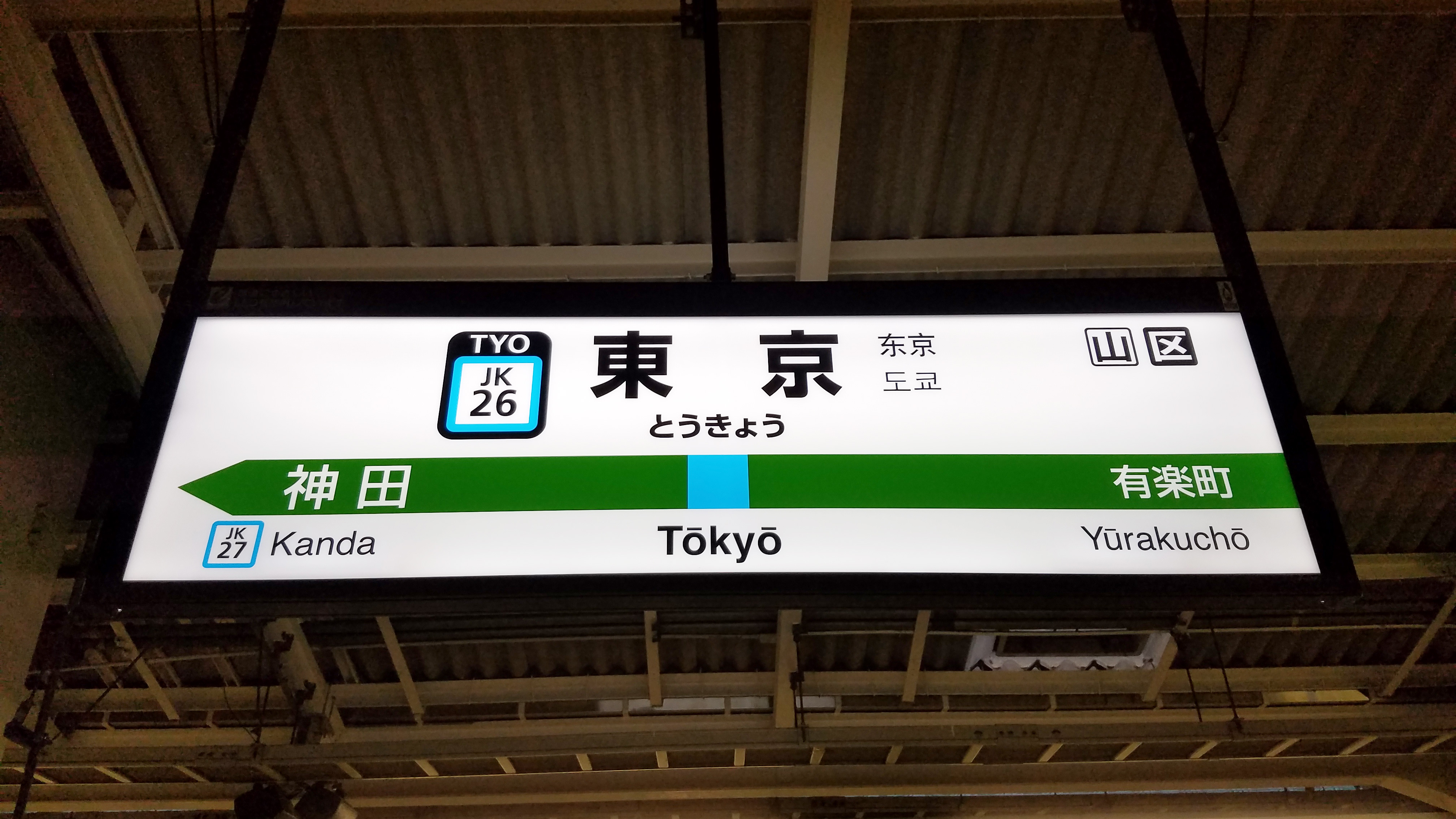
東京駅の吊り下げ型駅名標。「東京」が自駅名、端の「神田」「有楽町」が隣駅名。線の切れ込みは進行方向、緑線はJR東日本在来線の社色、中央の水色は京浜東北線の路線色を表す。

駅名標（えきめいひょう）は、鉄道駅において、自駅名を記した識別系案内標識である。「駅名板」とも呼ばれる。

## 日本の駅名標

### 概要
日本の駅名標においては、自駅名を中央に大きく配し、左右に両隣の駅名を小さく表記したデザインを基本とする。
鳥居状に組んだ木製の支柱に板をはめ込み、白地に黒で平仮名の駅名を毛筆体で記して建植したものが原型（画像1）。
国鉄時代に「スミ丸ゴシック体」と呼ばれる統一書体が制定された（画像2）。この書体は、国鉄分割民営化に伴うJR各社への移行後にJR東海が版権を所有しており、JR北海道の柱用駅名標（画像4）で使われているほか、デザインを一部修正したものがJR東海でも用いられている（画像3）。
1964年に開業した東海道新幹線では、在来線とは異なり独自仕様の駅名標が採用された。在来線の駅名標と比較して横長となり、またスミ丸ゴシック体による漢字とローマ字表記のみとして平仮名表記を省略し、隣駅の表示も廃止した。その後1972年に開業した山陽新幹線での駅名標はそれを発展させ、漢字とローマ字表記のみという点は同じだが、横長のものから国鉄標準のものとほぼ同様の大きさに変更し、隣駅が併記されるようになった。しかし、東北・上越新幹線以降は新幹線独自の駅名標は採用されず、東海道新幹線も1970年代後半頃から、山陽新幹線では1980年代中頃の国鉄末期より在来線や東北・上越新幹線以降で採用された様式（隣駅入りの国鉄標準）に順次交換された。
JR化後はJR各社が独自の様式の駅名標を採用した。JR東海では基本は国鉄時代のデザインのまま、1987年11月から在来線では自駅のローマ字部分のみコーポレートカラーのオレンジ色の帯を入れ始めた（画像5）。その他のJR各社では、1990年代半ばにかけて色帯を配した独自の駅名標デザイン制定が相次いだ。

### 形態
国鉄の駅名標に関する規程の内容は時期によって大きく異なるが、最終的に『鉄道掲示基準規程』1986年3月改正（民営化前年）の時点で、以下のような分類となっていた。
駅名標（鉄道用）
- ア: 屋外用（駅の入口上部に掲出） - 大きさは適宜（画像6）
- イ: ホーム用（ア - ウの3種）
  - （ア）：横書き・隣駅名入り - 1号型（天地90cm、左右120cm）または2号型（天地80cm、左右110cm）（画像7）。電気掲示器の場合は431号型（天地75cm、左右133cm）（画像2）。
  - （イ）：柱用（縦書き） - 9号型（天地75cm、左右15cm）（画像4,7）。電気掲示器の場合は210号型（天地70cm、左右15cm）。必要により、縁をその線区の電車の車体色と同じ色（ラインカラー）にすることができる。
  - （ウ）： 新幹線駅ホーム両端用 - 縦133cm、横200cm以上。必ず照明を備える（画像8）。

国鉄では柱用駅名標は平仮名縦書きで、紺地に白字を基本とした期間が長かった。平仮名の書体は時期によって新旧の違いがある。
- JR北海道では現在も在来線で国鉄のスミ丸ゴシック書体を用いており、新幹線を含む柱用駅名標で下部にサッポロビールの広告が掲載されている（画像4）。
- JR東日本新潟支社では2019年開催の「新潟県・庄内エリアデスティネーションキャンペーン」に合わせて、駅名の下側へ「日本海美食旅（ガストロノミー）」のシールが貼られているものが多い。
- 一部の事業者では下に新聞社などの広告が入る（東武鉄道など）。

### 現状
JRおよび私鉄の駅名標の多くは、会社や線区などを象徴する色帯に列車の進行方向を示す矢印などを組み合わせたり、帯を枝分かれさせて分岐駅を示すなどのデザインを採用している（画像9）。JR東海の在来線、JR四国、JR九州、東武鉄道などでは国鉄後期の規程に合わせ、自駅の所在地（都道府県・市区町村名）の表記を続けている（画像10）。
自駅名の表記は明治期以降、長らく平仮名表記が主だったが、一部の駅名標では可読性の高さを理由に漢字を大きく表記するケースが現れた（画像11）。さらにJR西日本、JR四国が漢字中心のデザインとしたほか、当初平仮名を主としたデザインを制定したJR東日本でも、首都圏や地方都市圏で、漢字を大きくした新デザイン駅名標への切り替えを進めている（画像9）。また駅名標に中国語やハングル（韓国語）を併記するケースも現れている（画像12）。また、ブラジル人やペルー人などの南米出身者が多い地域ではポルトガル語やスペイン語も併記されるケースもある（画像13）。
JR東日本の一部支社や、JR西日本境線、JR九州、私鉄、第三セクター鉄道各社などでは観光客にアピールするため、駅名標に名所のイラストや写真などの装飾を施すオリジナルデザインも見られる（画像14）。

### ギャラリー

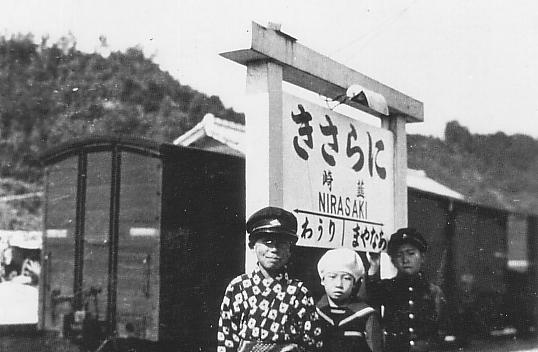
画像1: 駅名を平仮名で右横書きにした駅名標（韮崎駅、昭和初期）。
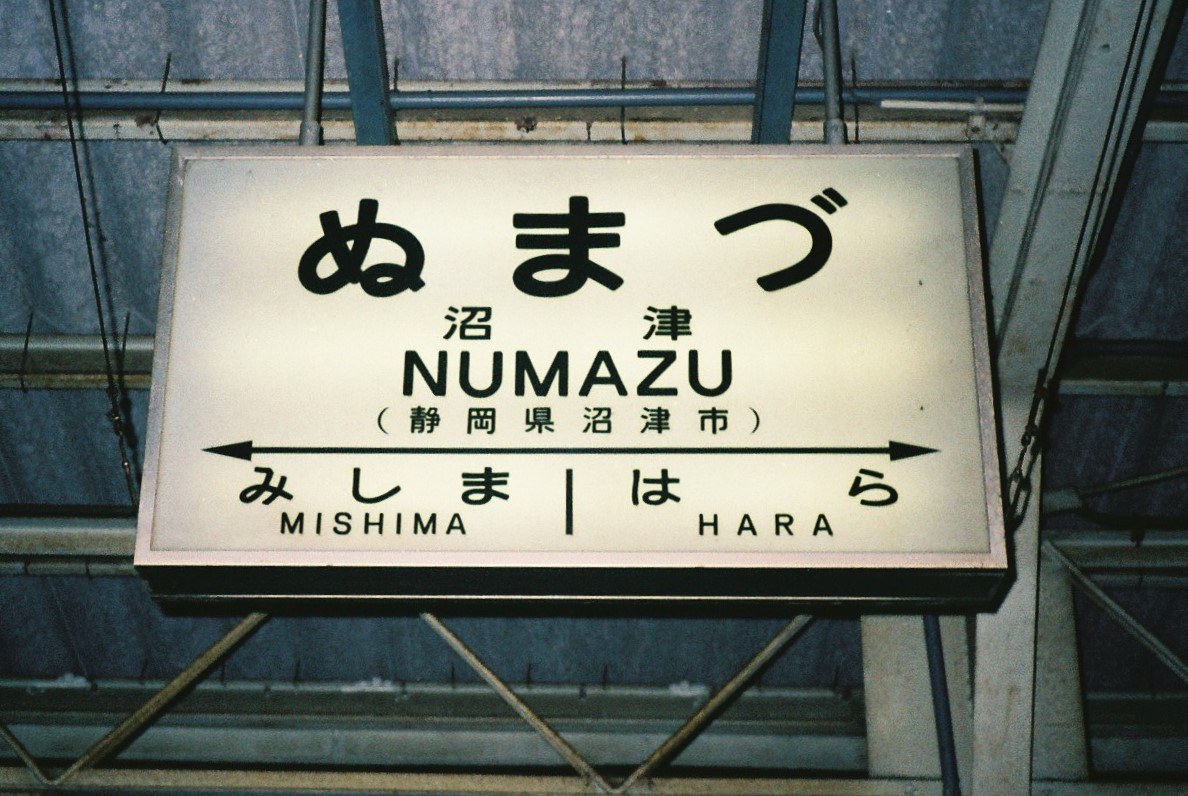
画像2: 「スミ丸ゴシック体」を使用した国鉄標準様式の駅名標（沼津駅、1986年）。
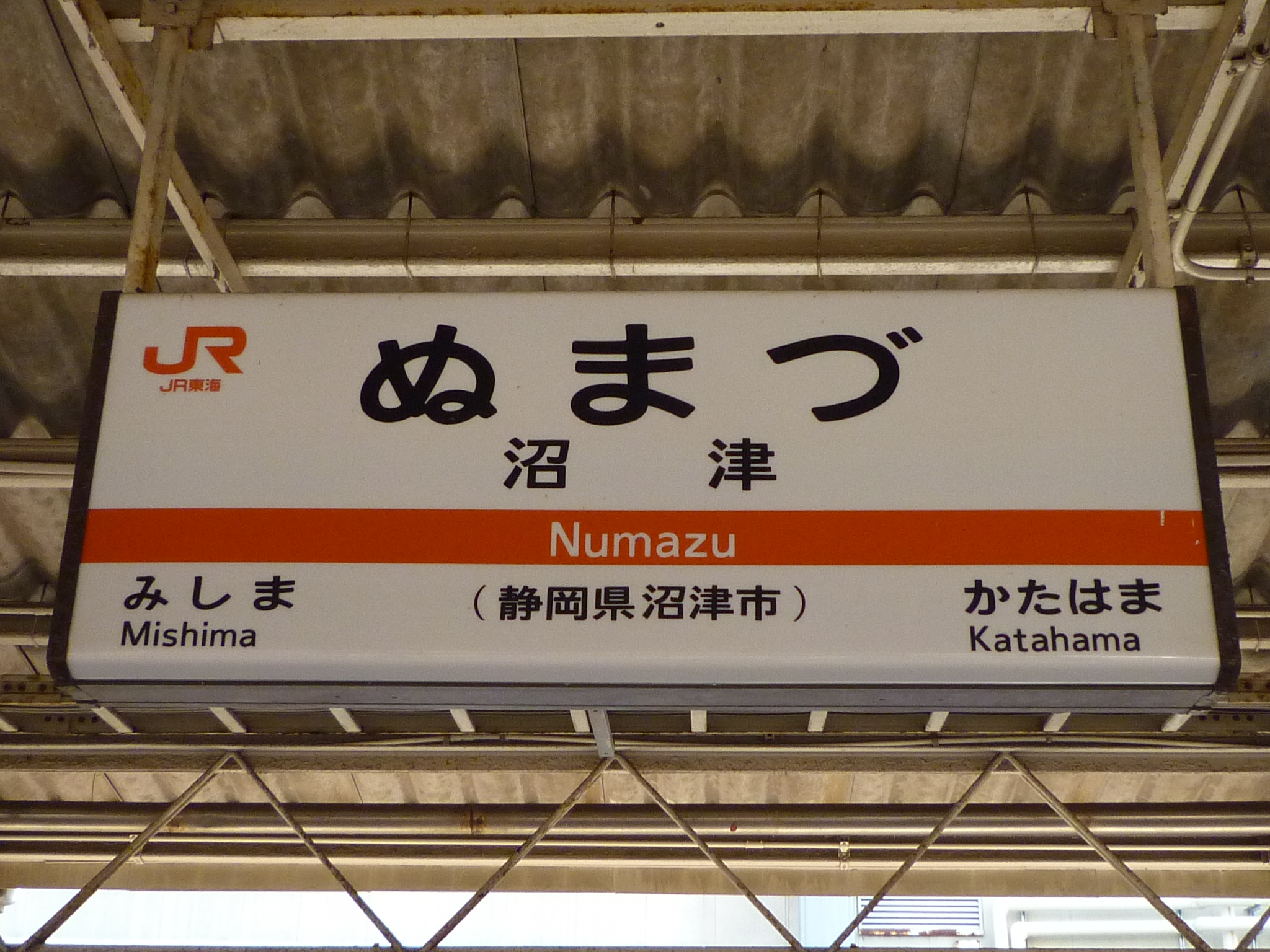
画像3: 民営化後の修正書体（沼津駅、2009年）。
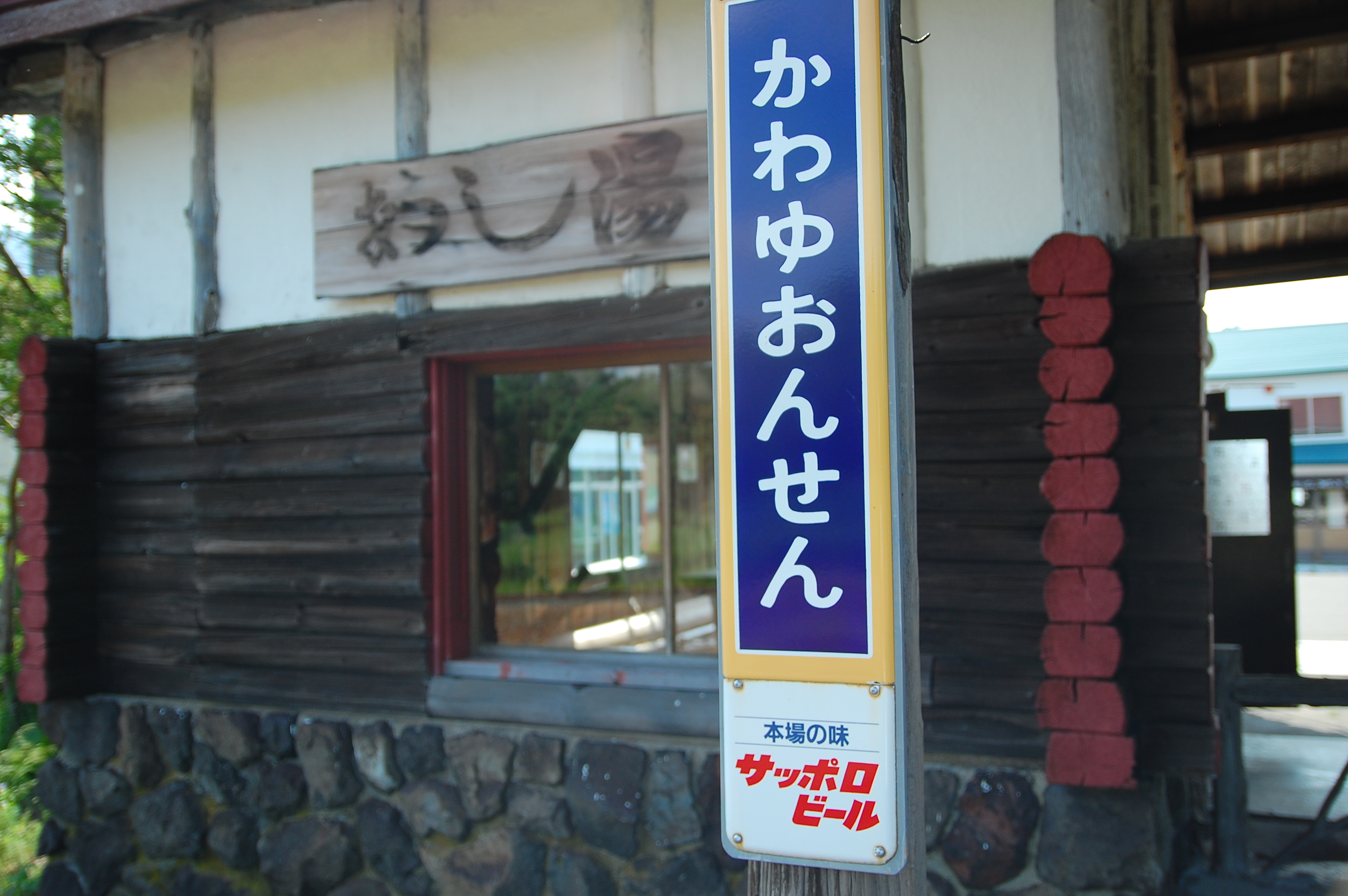
画像4: 「スミ丸ゴシック体」を使用した柱用駅名標（川湯温泉駅、2009年）。
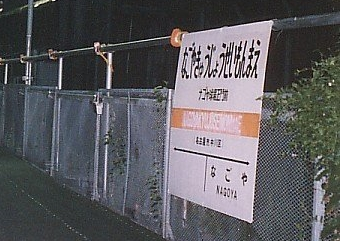
画像5: 国鉄様式の面影が残る初期のJR東海駅名標（ナゴヤ球場正門前駅、1994年）。
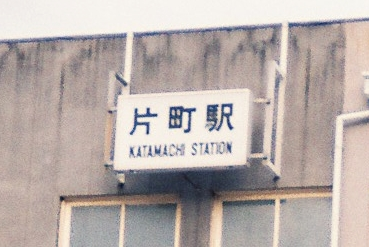
画像6: ア：屋外用（片町駅、1986年）。
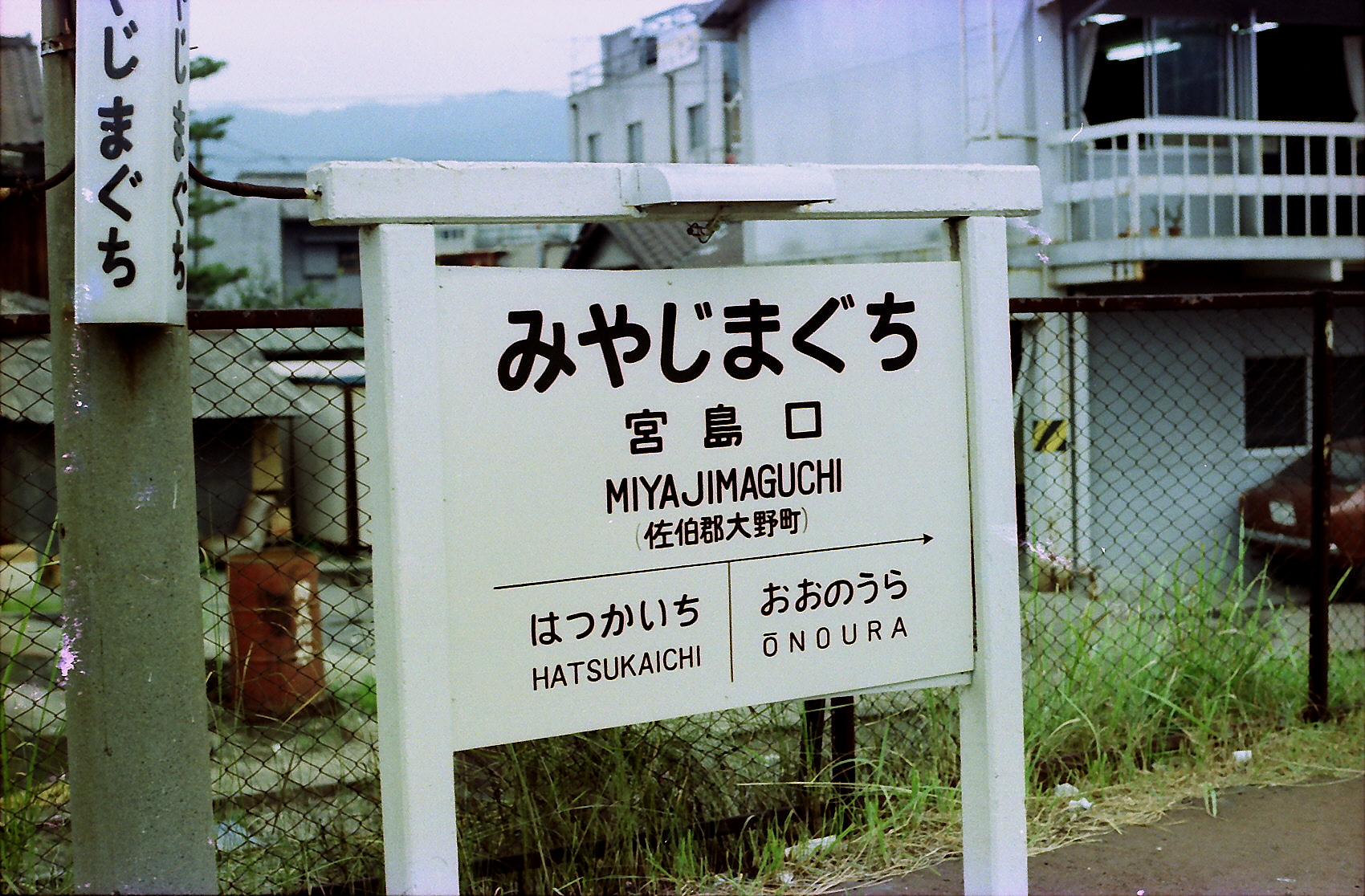
画像7: イ（ア）：横書き・隣駅名入り、およびイ（イ）：柱用（宮島口駅、1977年）。
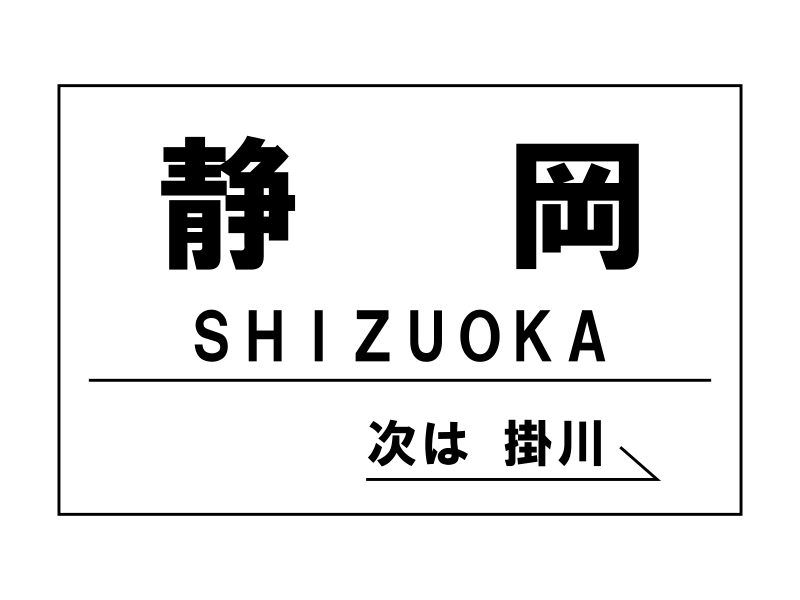
画像8: イ（ウ）：新幹線駅ホーム両端用（静岡駅）。
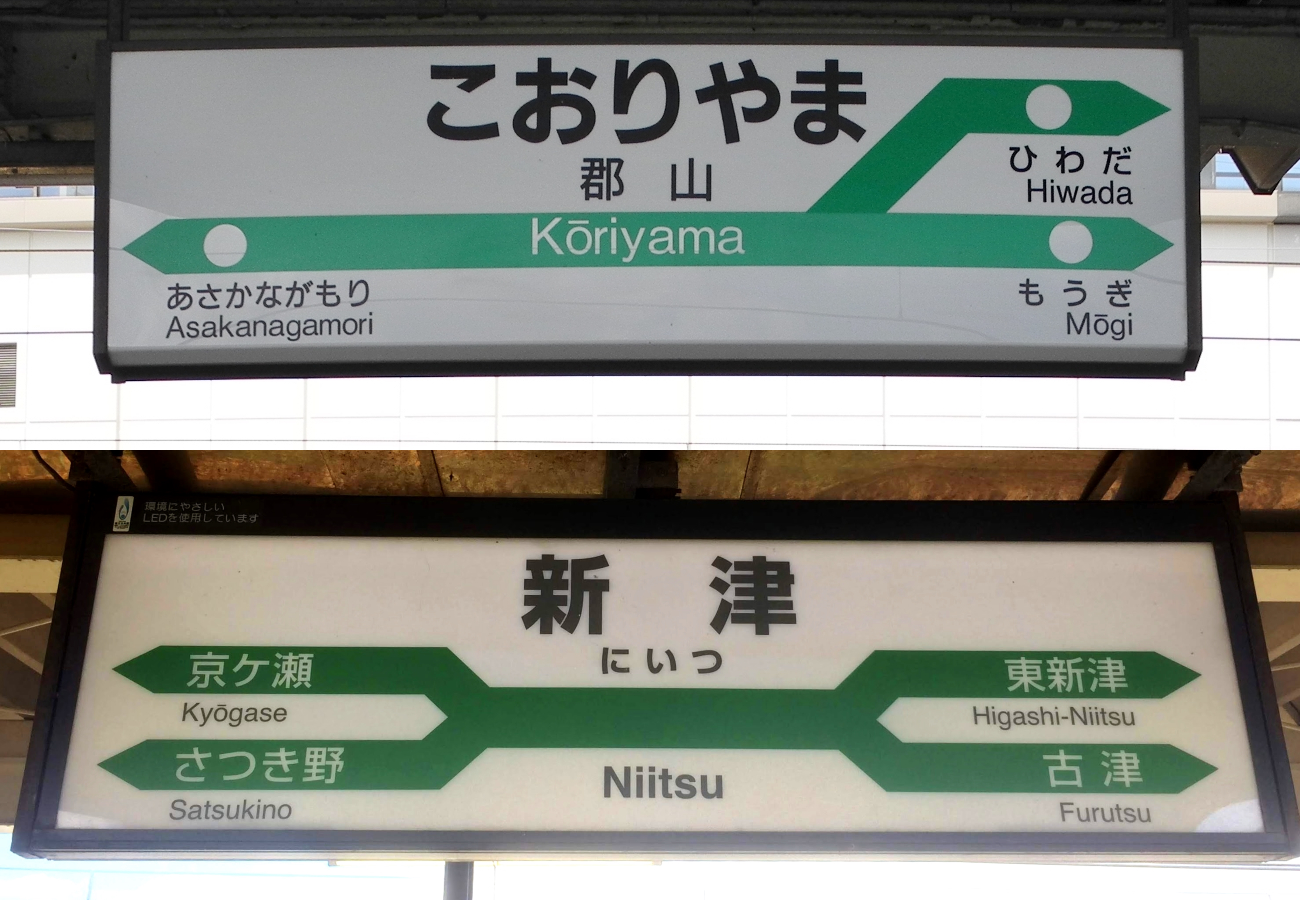
画像9: JR東日本様式において分岐駅の隣駅表現。および、平仮名主体の旧デザインから漢字主体の新デザインの変化（上：郡山駅、2012年。下：新津駅、2018年）。
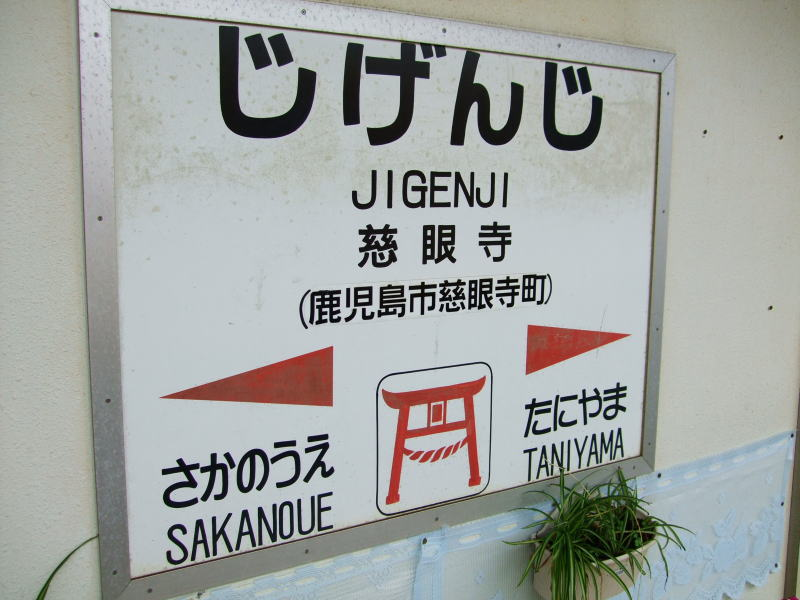
画像10: 所在地を明記した駅名標（慈眼寺駅、2007年）。
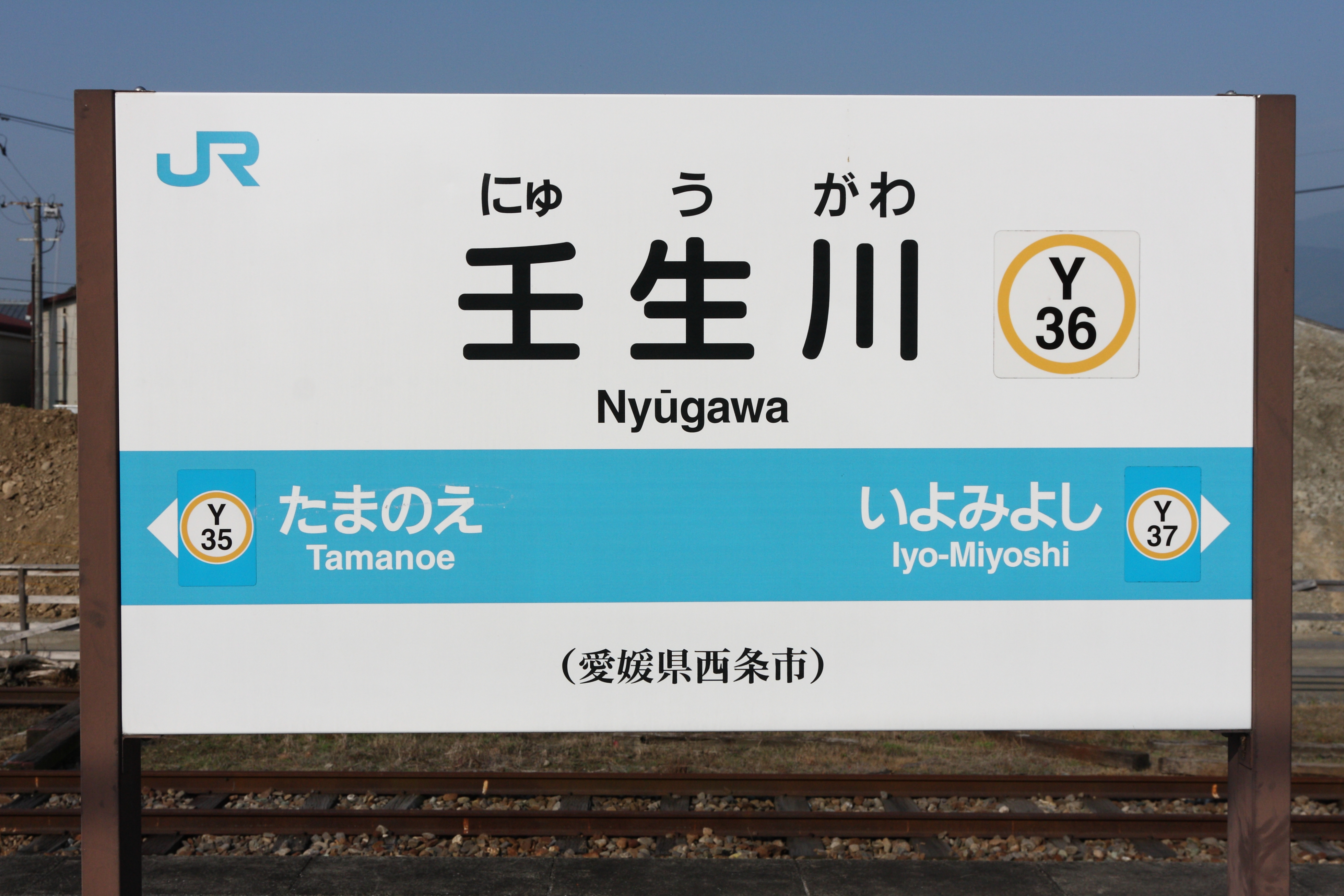
画像11: 漢字表記を主体とした駅名標（壬生川駅、2012年）。
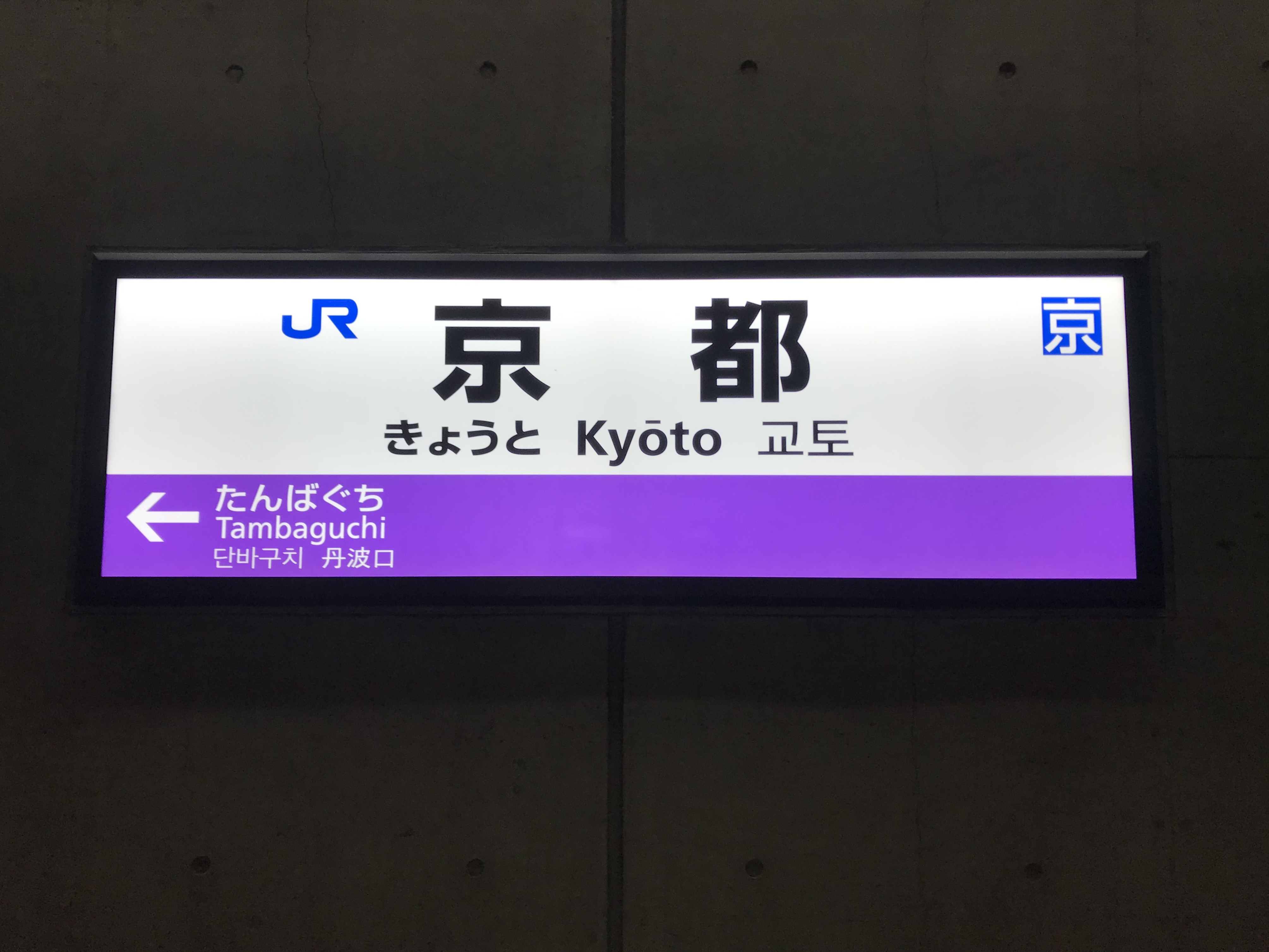
画像12: ハングルを加えた駅名標（京都駅、2019年）。
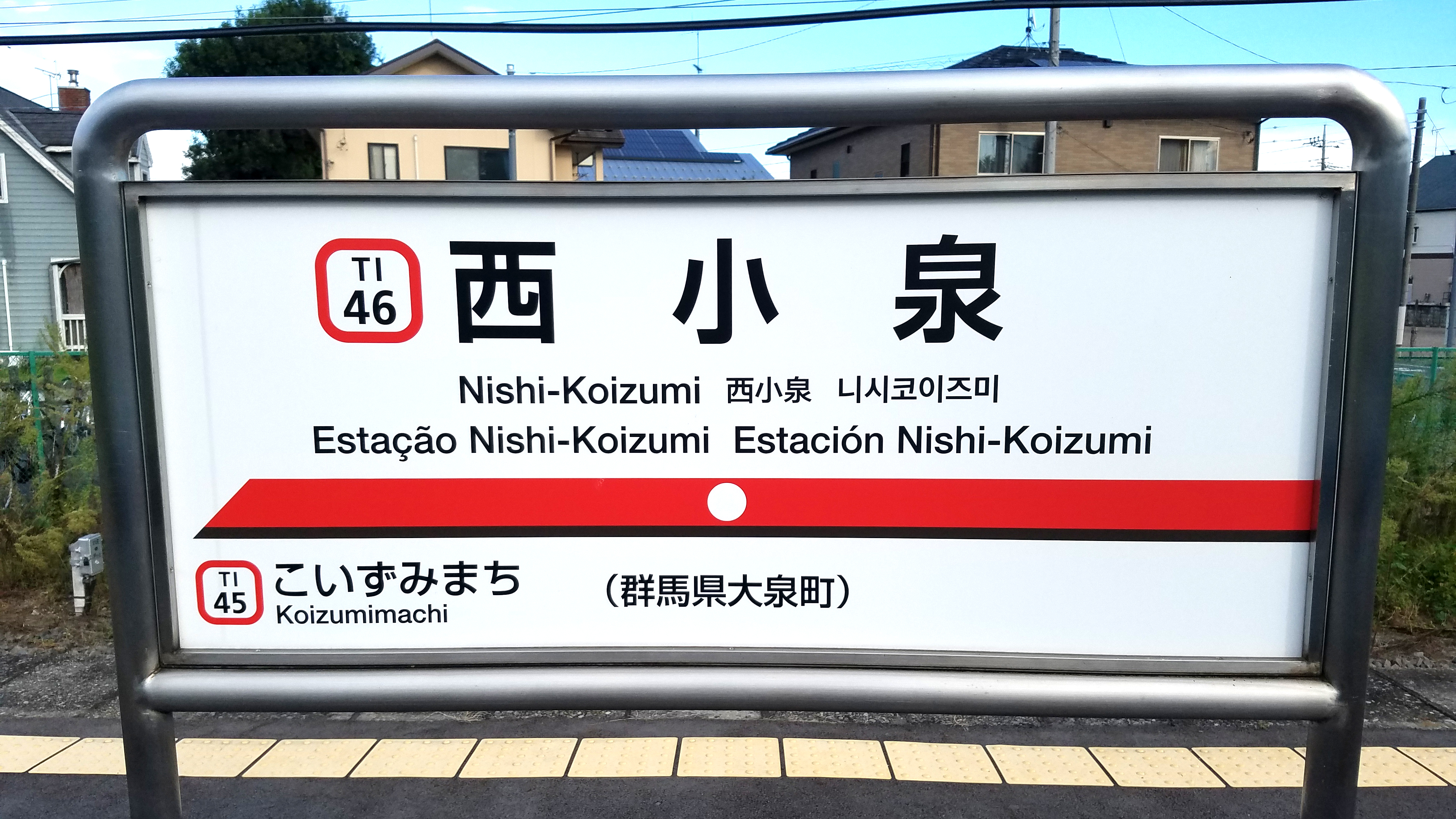
画像13: 6か国語対応の駅名標（西小泉駅、2021年）。
画像14: イラストで彩った駅名標（ラベンダー畑駅、2017年）。

### JR各社のデザイン
- JR東日本では、駅名表記を漢字中心とした新デザインへの置き換えを進めている。2009年からは吊り下げ用の電気掲示器を「エコ薄型電気掲示器」として、光源を蛍光灯からLED照明に変更した新型への置換えを順次進めている[7]。
- JR九州では、吊り下げ用・建植用について帯を使わずに赤矢印を用い、地元のシンボルイラストを配したデザインを制定している。
- 新幹線の駅名標は、JR東日本・JR西日本では在来線と同じ様式を採用しているのに対し、JR北海道・JR東海・JR九州では在来線とは異なる様式のものを採用している。
  - このうちJR九州では、九州新幹線と西九州新幹線とで駅名標の色を変えている。様式は両新幹線で共通だが、九州新幹線は青色白抜き文字白矢印。西九州新幹線は在来線と同様白地黒文字赤矢印。

### 駅名標の集客への利用やグッズ化
集客や物産販売などのため、期間を限定して駅名標の文字やデザインを変更したり、架空の駅名標を設置したりする例もある。例として2022年、遠州鉄道は映画『きさらぎ駅』とのタイアップのためさぎの宮駅の看板の一部を「きさらぎ駅」に変更したほか、JR東日本八王子駅は日本たまごかけごはん研究所による鶏卵販売イベント「幻の卵屋さん」に合わせて7月2日まで改札口の駅名標を「八玉子駅」とした。
駅名標のキーホルダーやストラップなどを販売している鉄道事業者もある。2009年1月には東急グループの東急ステーションリテールサービスが、東急東横線や田園都市線など東急線7線全駅の駅名標をプリントした「東急線駅名メモ帳」を限定発売した。

## 中国の駅名標
中国国鉄の高速鉄道駅の駅名標では中国語と英語で駅名が表記されている。ただし、ドイツの駅名標と同じ、その駅名のみ記載し、両隣の駅名もキロメートルもない。一方、在来線の駅では中国語とそんのピンインで駅名が表記されて、両隣の駅名も記されている。また、各民族自治区にある駅名標は当該自治区の自治民族の言語による表記も入る。

## 台湾の駅名標
台湾鉄路公司の駅名標は、基本的なフォーマットは、自駅の名前が中央に大きく、さらに左右の下に両隣の駅名およびキロメートルが小さく書かれている。
交通部台湾鉄路管理局の所属ではなく阿里山森林鉄路の駅名標には、駅所在地の海抜もある。
捷運と台湾高速鉄道は両隣の駅名のある駅名標がなく、路線図だけがある。

## 韓国の駅名標
韓国の駅名標は、一般的にハングルや英語表記とともに韓国の漢字が併記されている。ただし、駅名に固有語や外来語など漢字で表記できない部分が含まれる場合、省略されるか、ハングル漢字交じり文で表記する（例：加山デジタル団地→「加山디지털團地」）か、固有語・外来語部分を漢字に翻訳する（例：西大田ネゴリ→「西大田四街」）ことで対応している。
近年、急増する外国人観光客への対応として、日本語や中国語を併記する駅名標が地下鉄を中心に増えている。釜山交通公社では、1号線・4号線の全駅と2号線・3号線の一部の駅において、朝鮮語・英語・日本語（新字体、漢字表記がない場合はカタカナ）、中国語（簡体字、日本語とほぼ同一の場合は省略。漢字表記がない場合は当て字）で表記された駅名標が設置されている（代わりに韓国漢字の表示はなくなっている）。
ソウル地下鉄や首都圏電鉄の各路線、広域電鉄東海線においても、2014年以降に設置・更新された駅名標では、韓国語、英語、中国語（簡体字）、日本語（カタカナ）での表記が行われている。また、2015年以降は既存の駅名標にステッカーを貼る形で中国語・日本語対応とする駅もみられる。
また、ソウル特別市が管轄するソウル地下鉄の各路線においては、サインシステムと共にソウル市が制定したフォントの「ソウル南山体」が使われた駅名標への置き換えが進んでいる。
首都圏電鉄や都市鉄道においては駅ナンバリングも行われており、駅名標にも表記されているが、隣駅表示については日本と異なり前駅にも表記されているものが多い。

## ヨーロッパの駅名標
ヨーロッパの駅名標は駅舎として屋根を有する建物がある場合には天井から吊るされている場合が多い。駅名標の文字は大きいものの両隣の駅名が表示されていることはほとんどない。
ドイツの鉄道やイギリスの鉄道などでは両隣の駅名及びキロメートルは載っておらず、駅名のみ記載されている。